# Pays-de-Montbenoît
Pays-de-Montbenoît est une commune nouvelle française qui existe à partir du 1er janvier 2025 dans le département du Doubs, en Franche-Comté, dans la région administrative Bourgogne-Franche-Comté. Elle résulte de la fusion des communes de Hauterive-la-Fresse, La Longeville, Montbenoît, Montflovin et Ville-du-Pont. Elle fait partie de la communauté de communes de Montbenoît.

## Géographie

### Localisation
La commune nouvelle se situe dans la vallée du Doubs, appelée ici Val du Saugeais, entre Maisons-du-Bois-Lièvremont coté amont et Les Combes coté aval. 
Elle est limitée au sud-est par la frontière suisse matérialisée par le massif du Larmont.

### Communes limitrophes
Les communes limitrophes sont Gilley, Grand'Combe-Châteleu, La Chaux, Les Alliés, Les Combes, Les Gras, Maisons-du-Bois-Lièvremont, La Brévine et Val-de-Travers.

## Histoire
Initiée lors du mandat 2014-2020 par Gilles Magnin-Feysot, alors Président du Syndicat du Pays de Montbenoît, cette fusion se concrétise en 2025.
La commune est créée le 1er janvier 2025 à la suite d'un arrêté préfectoral du 25 septembre 2024 par la fusion des communes de Hauterive-la-Fresse, La Longeville, Montbenoît, Montflovin et Ville-du-Pont. Le chef-lieu de la commune nouvelle est fixé à la mairie de l'ancienne commune de Montbenoît. Son périmètre correspond à celui du SIVOM du pays de Montbenoît.

## Politique et administration
Jusqu'aux prochaines élections municipales françaises de 2026, le conseil municipal de la commune nouvelle est constitué de l'ensemble des membres en exercice des conseils municipaux des cinq communes fondatrices.

### Liste des maires
| Période      | Période                       | Identité          | Étiquette | Qualité                        |
| ------------ | ----------------------------- | ----------------- | --------- | ------------------------------ |
| janvier 2025 | En cours (au 10 janvier 2025) | Adrien Pellegrini | SE        | Artisan Maire de La Longeville |

### Communes déléguées
| Nom                 | Code Insee | Intercommunalité | Superficie (km2) | Population (dernière pop. légale) | Densité (hab./km2) |
| ------------------- | ---------- | ---------------- | ---------------- | --------------------------------- | ------------------ |
| Montbenoît (siège)  | 25390      | CC de Montbenoît | 5,03             | 399 (2022)                        | 79                 |
| Hauterive-la-Fresse | 25303      | CC de Montbenoît | 7,46             | 227 (2022)                        | 30                 |
| La Longeville       | 25347      | CC de Montbenoît | 15,66            | 844 (2022)                        | 54                 |
| Montflovin          | 25398      | CC de Montbenoît | 3,35             | 118 (2022)                        | 35                 |
| Ville-du-Pont       | 25620      | CC de Montbenoît | 15,02            | 326 (2022)                        | 22                 |

## Population et société

### Démographie
L'évolution du nombre d'habitants est connue à travers les recensements de la population effectués dans la commune depuis sa création.

En 2022, la commune comptait 1 914 habitants.
| 2021  | 2022  |
| ----- | ----- |
| 1 909 | 1 914 |

Les données des années précédant 2025 sont celles de la seule commune de Montbenoît préalablement à la fusion avec les autres communes.

## Culture locale et patrimoine

### Lieux et monuments
- L'abbaye de Montbenoît : commencée en 1141, la construction de l'édifice fut poursuivie grâce aux donations des seigneurs de Joux jusqu'au XVIe siècle. Le clocher fut élevé plus tardivement, en 1903. Le cloître fait l'objet d'un classement au titre des Monuments historiques depuis 1846 et l'église abbatiale de même depuis le 7 novembre 1922[5].
- Le château de Morand Val date des XVIIIe siècle et XIXe siècle ; il est recensé dans la base Mérimée[6].

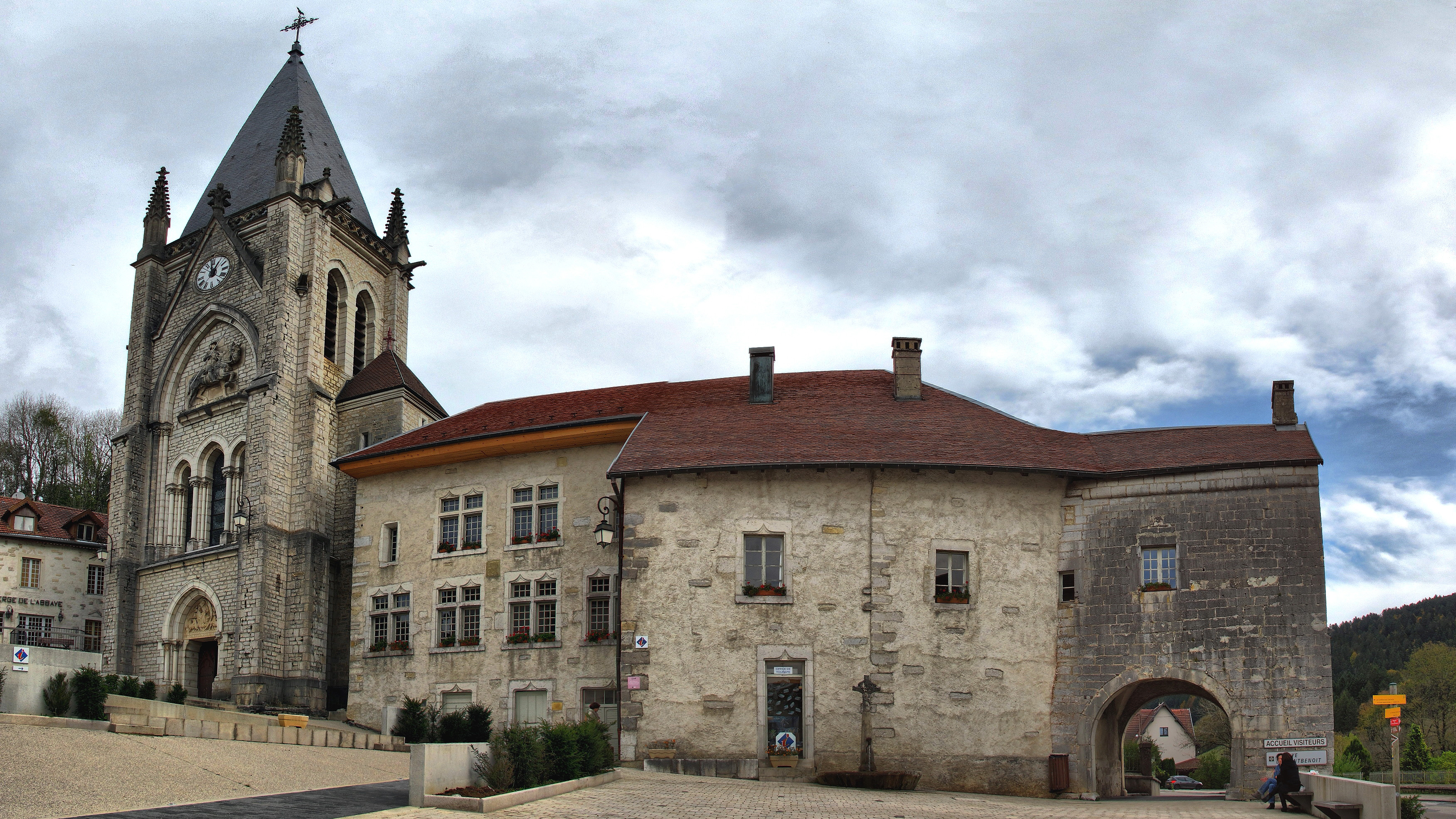
Vue générale de l'abbaye de Montbenoît.
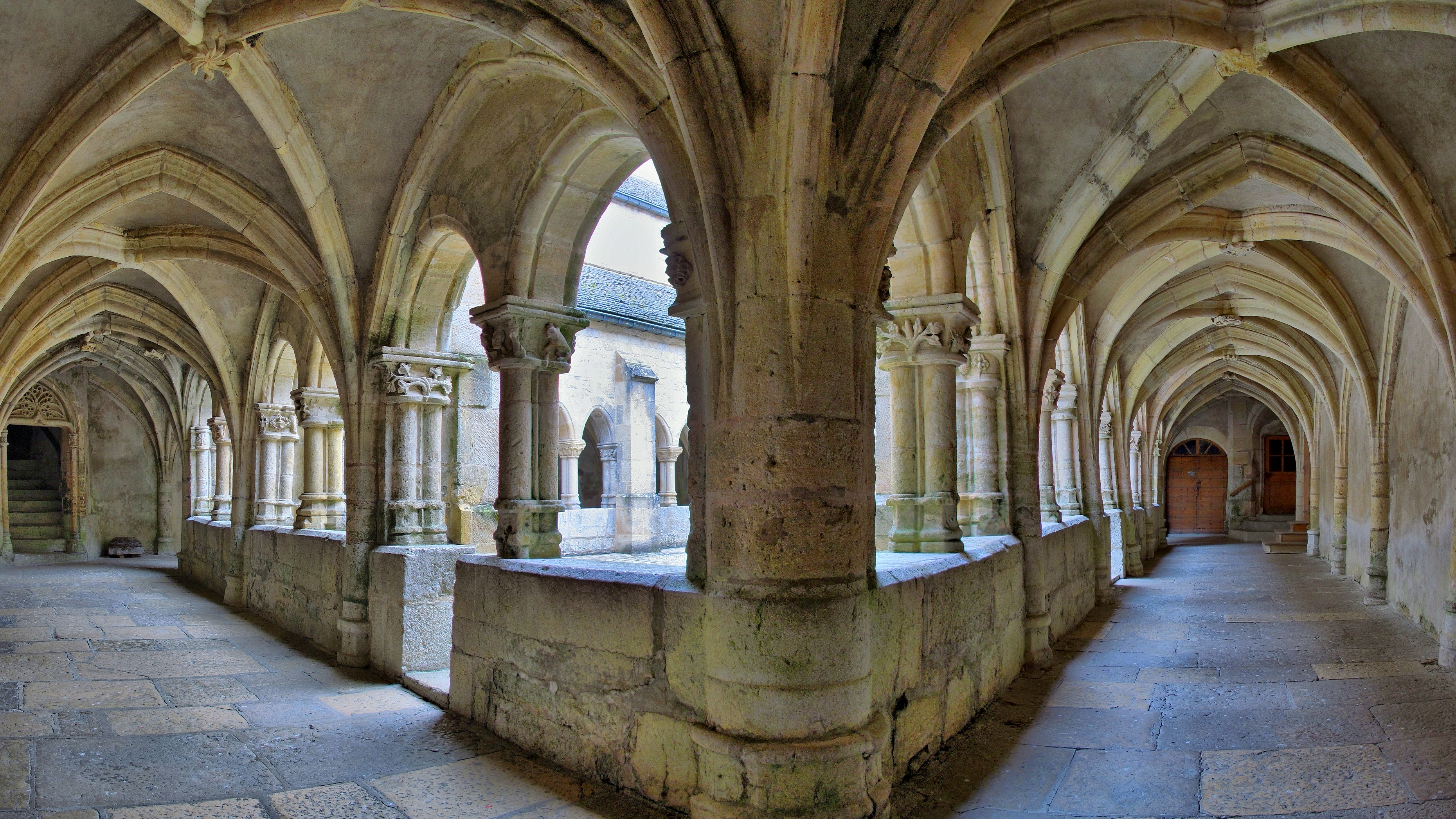
Le cloître de l'abbaye.
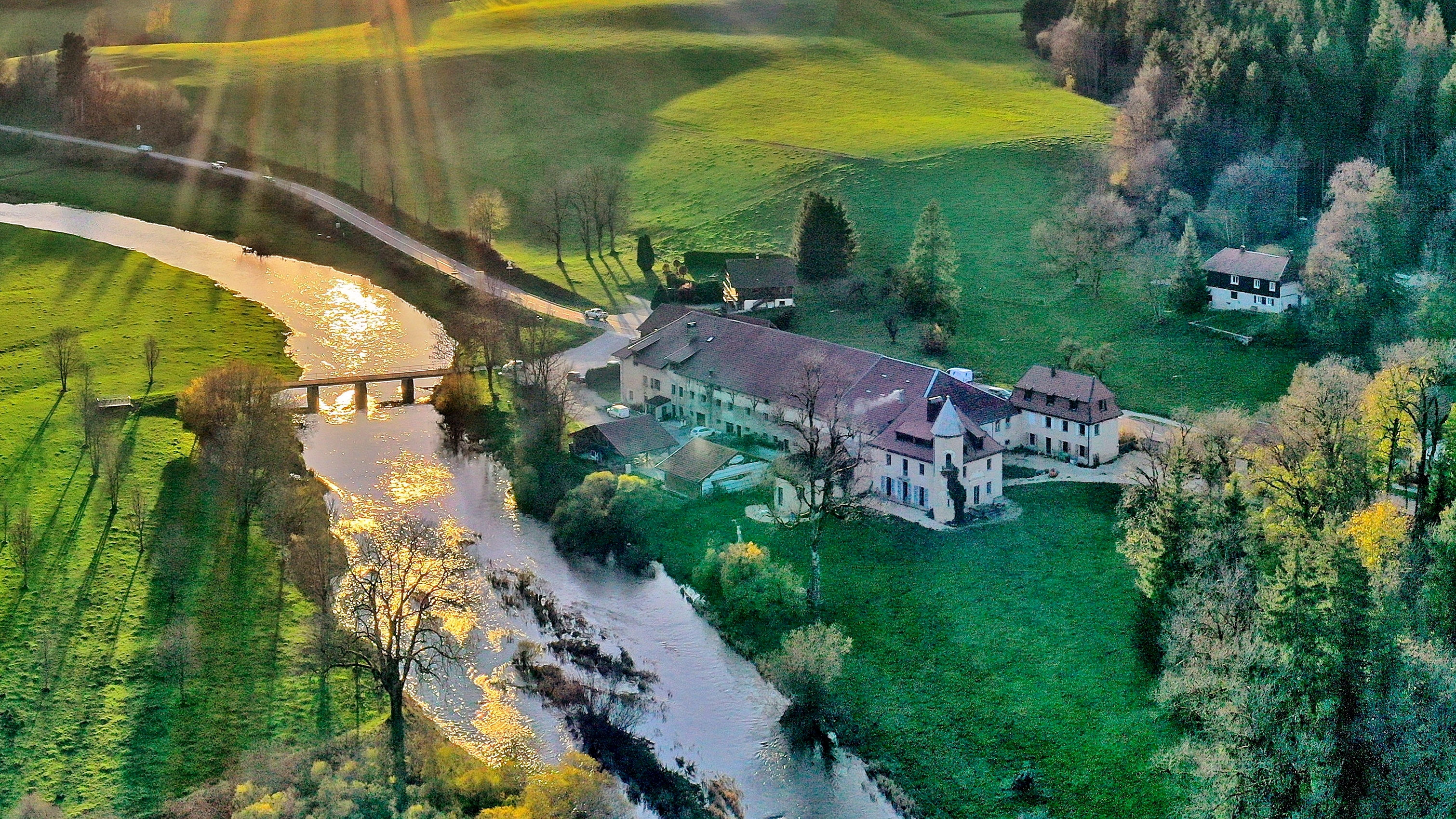
Le château Morand Val au bord du Doubs.

- Chapelle Notre-Dame de Montflovin[7] : construite en 1828, le clocher a été orné de tuiles colorées en 2002. Le bâtiment se situe dans le diocèse de Besançon, au sein de l'Unité Pastorale de Montbenoît-Gilley. Le curé est M. l'abbé Jean-Marie CHENEY.
- La chapelle Saint-Joseph de Ville-du-Pont recensée dans la base Mérimée lors du récolement de 1973[8].
- De nombreuses fermes comtoises typiques avec tuyé et grange haute recensées dans la base Mérimée[9], [10],[11].
- L'observatoire de la Perdrix à Hauterive-la-Fresse.
- La vallée du Doubs avec, au niveau de La Longeville, le Défilé d'Entre-Roches, canyon long de 11 km creusé par le Doubs et présentant de belles falaises calcaire avec la grotte du Trésor.

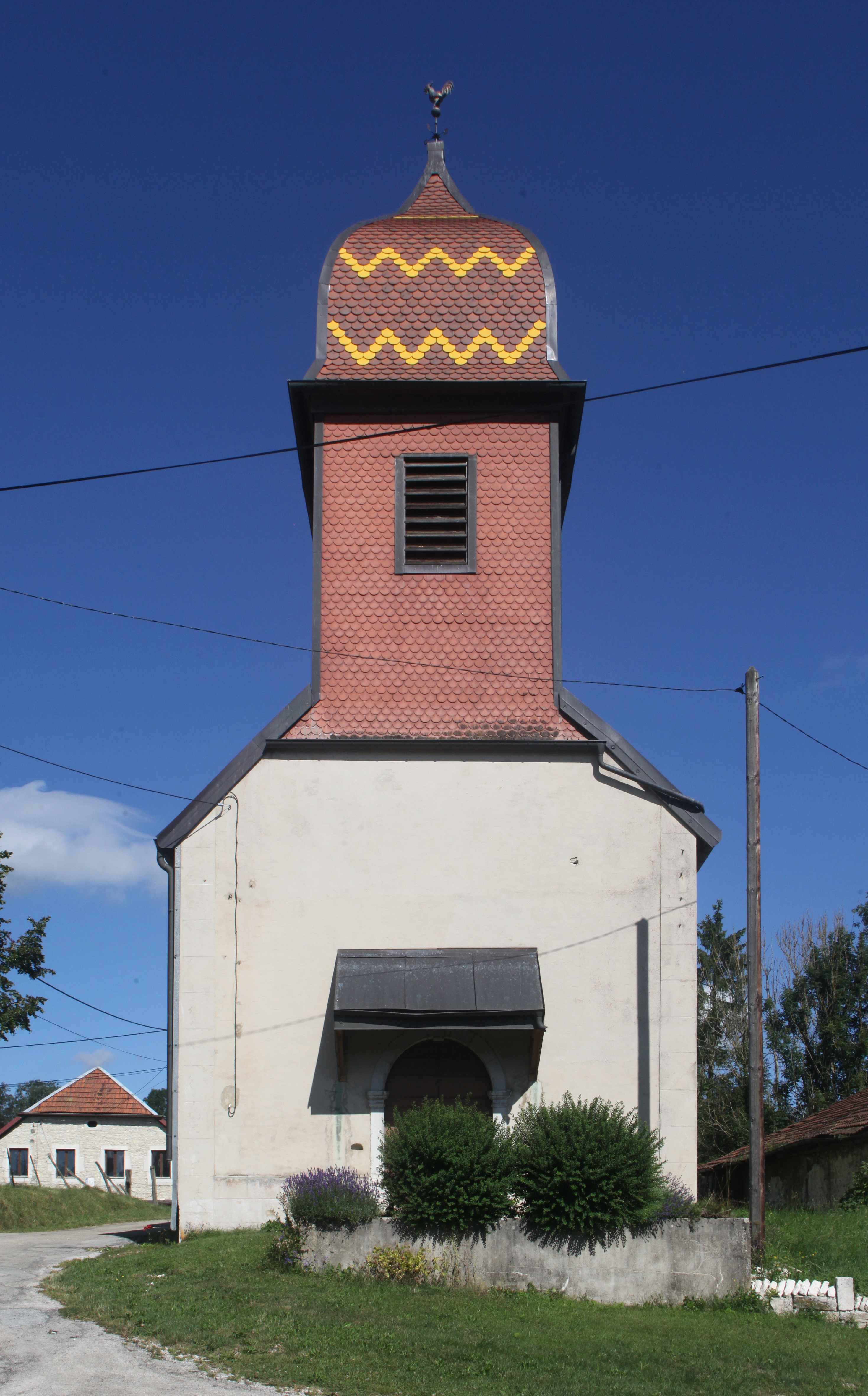
Chapelle de Montflovin.
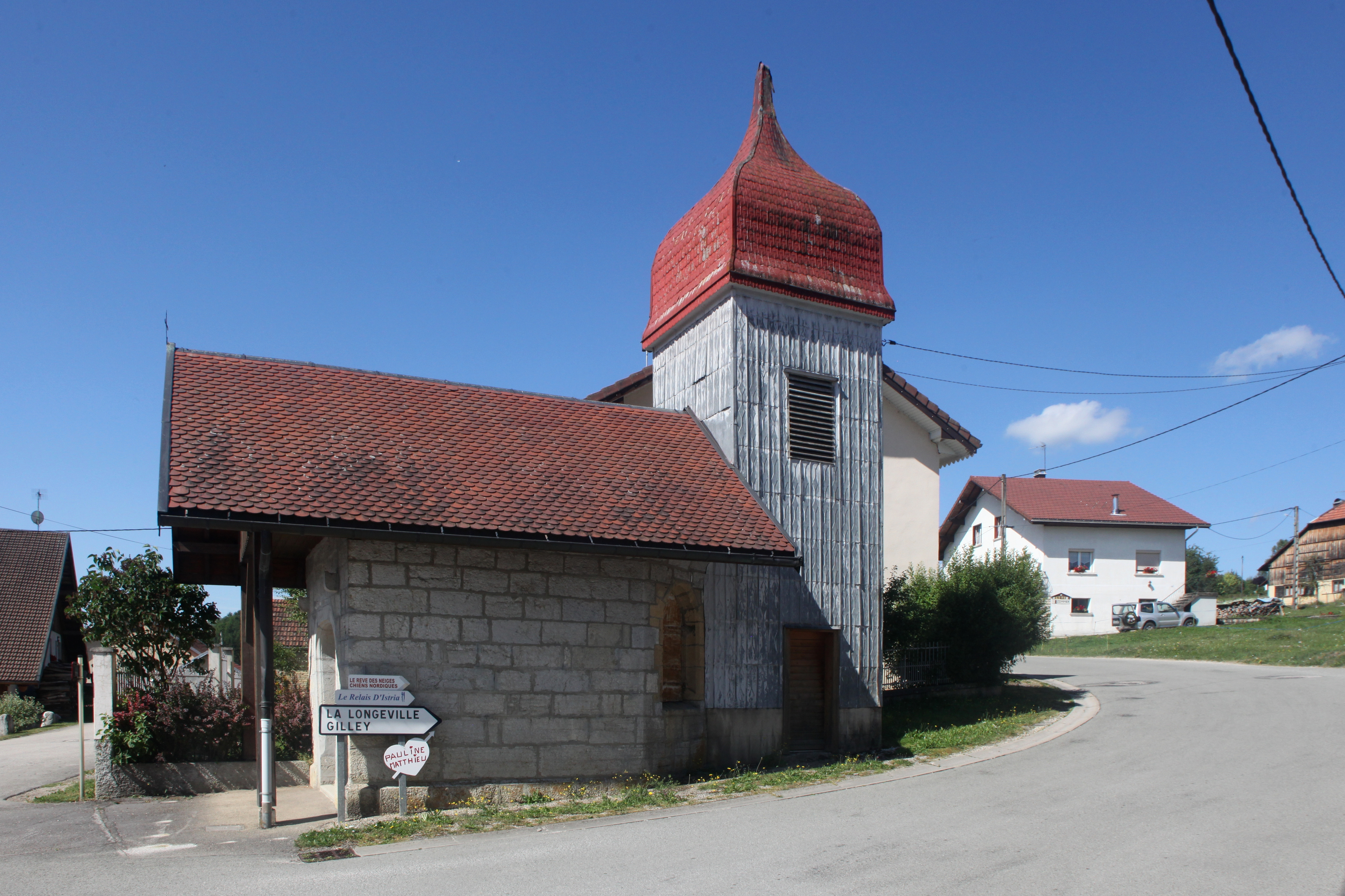
Chapelle de Ville-du-Pont.
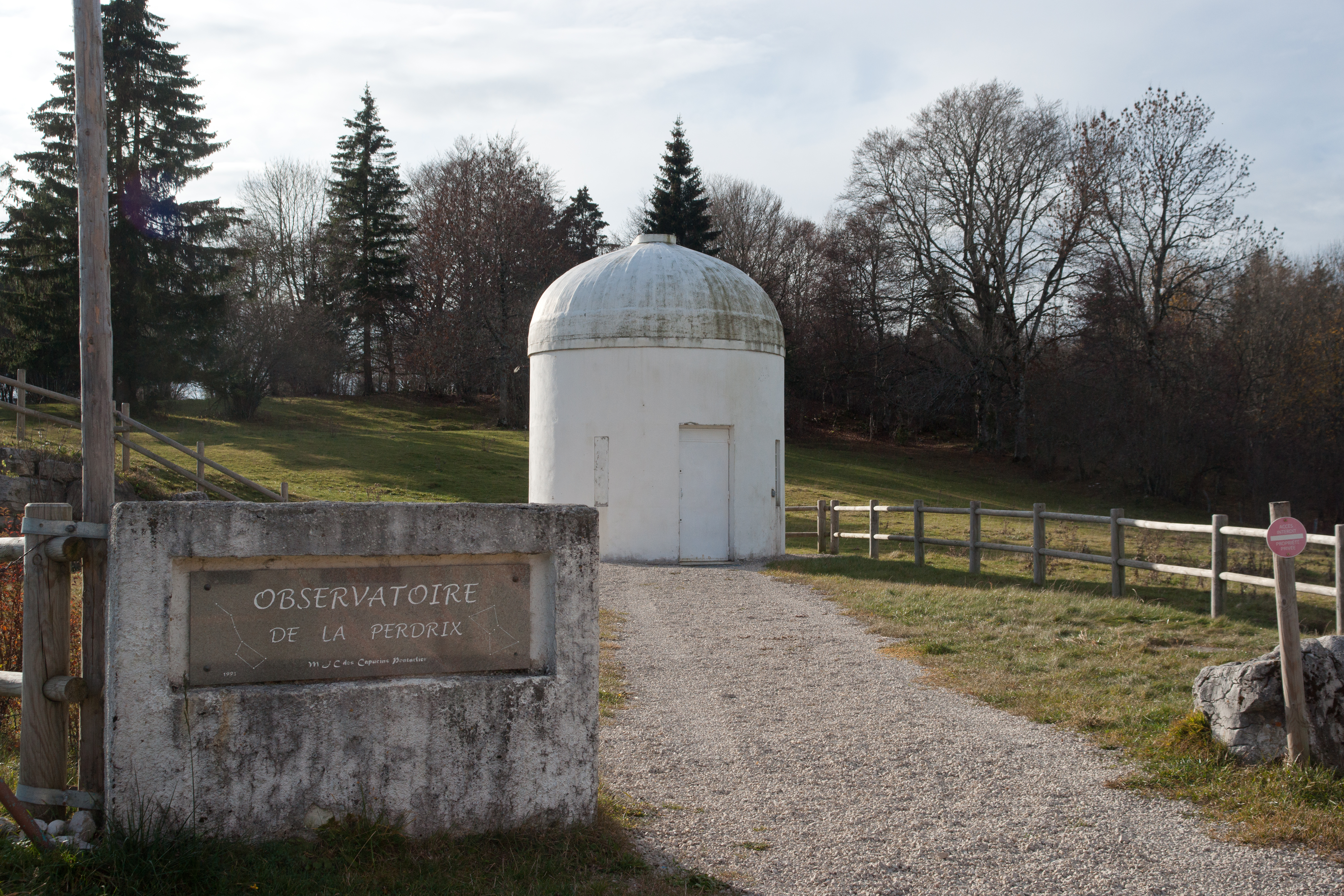
L'observatoire de la Perdrix à Hauterive-la-Fresse.
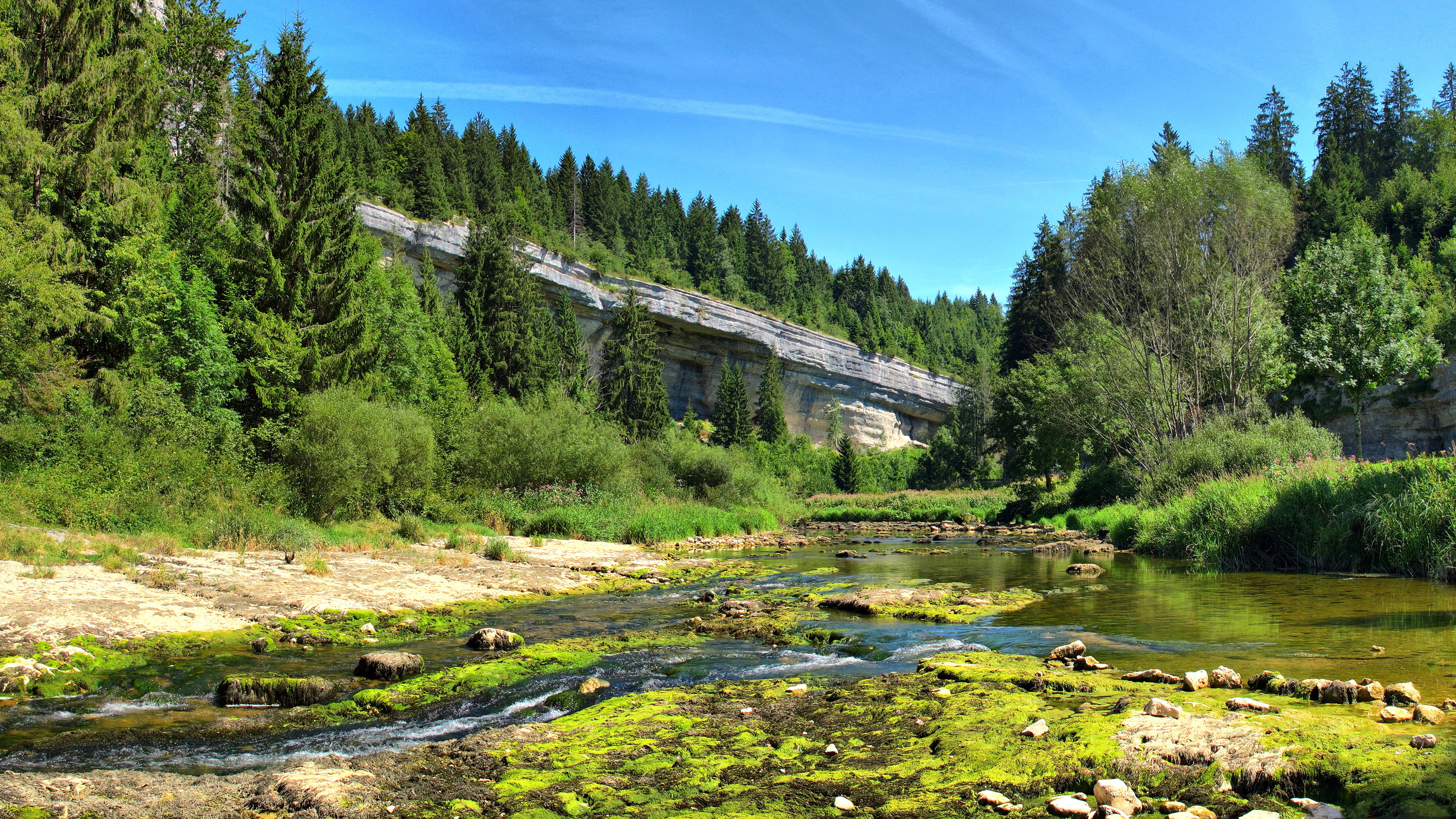
Le défilé d'Entre-Roches au niveau de La Longeville.
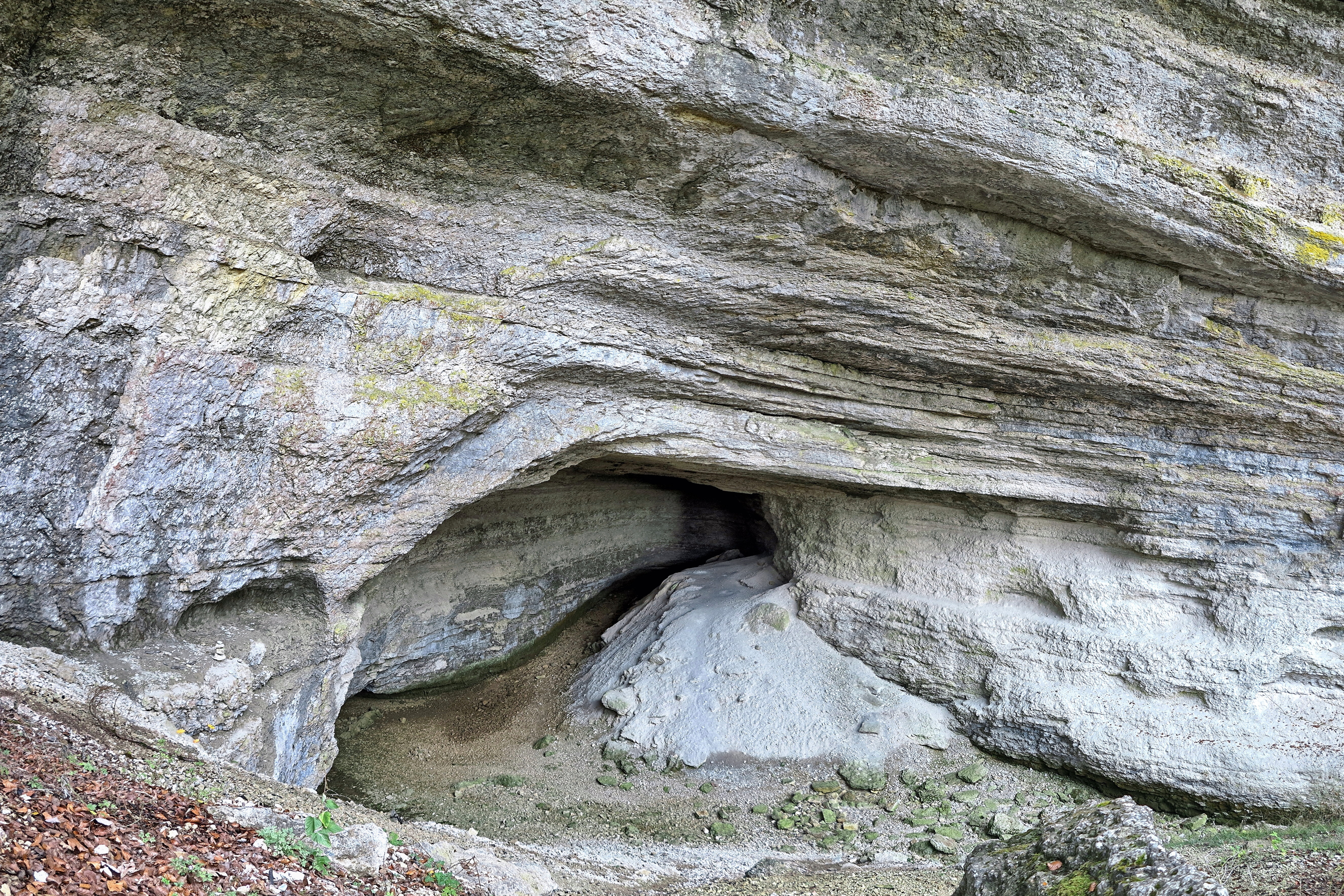
La grotte du Trésor.